# Roberto Grau
Pour l’article homonyme, voir Roberto Grau (joueur d'échecs).
Roberto Diego Grau, né le 16 juillet 1970 à Mendoza (Argentine), est un joueur de rugby à XV argentin, jouant pilier (1,82 m pour 108 kg). 
Il a honoré sa première cape internationale avec l'Argentine le 15 mai 1993 à Tucuman pour une victoire 30-27 contre le Japon.
Il a joué son dernier match international le 26 octobre 2003 à Adélaïde pour une défaite 16-15 contre l'Irlande.

## Équipe nationale
(à jour à fin décembre 2005)
- 47 sélections de 1993 à 2003
- 10 points
- 2 essais
- Nombre de sélections par année : 3 en 1993, 2 en 1995, 8 en 1996, 6 en 1997, 3 en 1998, 6 en 1999, 3 en 2000, 4 en 2001, 5 en 2002, 7 en 2003.

- Coupes du monde de rugby disputées : 1999 (2 matchs), 2003 (2 matchs).

## Clubs successifs
- Liceo Mendoza 1988-96
- Transvaal 1996-97
- Saracens 1997-2000
- Dax 2000-01
- Liceo Mendoza 2001-03